# Taekwondo nos Jogos Pan-Americanos de 2023 - Mais de 80 kg masculino
A categoria mais de 80 kg masculino do taekwondo nos Jogos Pan-Americanos de 2023 foi disputado em 23 de outubro de 2023 no Centro de Esportes de Contato, localizado no cluster do Estádio Nacional. Um total de 12 taekwondistas de 11 Comitês Olímpicos Nacionais (CON) participaram do evento.

## Medalhistas
| Ouro   | MEX Carlos Sansores                       |
| Prata  | USA Jonathan Healy                        |
| Bronze | ARG Agustín Alves CAN Marc-André Bergeron |

## Resultados
A competição foi realizada em um único dia até a definição dos medalhistas:

### Fase eliminatória
|  | Oitavas de final       | Oitavas de final       | Oitavas de final |  |  | Quartas de final        | Quartas de final        | Quartas de final        |   |                     | Semifinal           | Semifinal           | Semifinal |  |  | Final | Final | Final |
|  |                        |                        |                  |  |  |                         |                         |                         |   |                     |                     |                     |           |  |  |       |       |       |
|  |                        |                        |                  |  |  |                         |                         |                         |   |                     |                     |                     |           |  |  |       |       |       |
|  |                        |                        |                  |  |  | MEX Carlos Sansores     | MEX Carlos Sansores     | 2                       |   |                     |                     |                     |           |  |  |       |       |       |
|  | CUB Guillermo Pérez    | CUB Guillermo Pérez    | 0                |  |  | ECU Julio César Arroyo  | ECU Julio César Arroyo  | 0                       |   |                     |                     |                     |           |  |  |       |       |       |
|  | ECU Julio César Arroyo | ECU Julio César Arroyo | 2                |  |  |                         |                         |                         |   | MEX Carlos Sansores | MEX Carlos Sansores | 2                   |           |  |  |       |       |       |
|  | VEN Luis Álvarez       | VEN Luis Álvarez       | 2                |  |  |                         | CAN Marc-André Bergeron | CAN Marc-André Bergeron | 1 |                     |                     |                     |           |  |  |       |       |       |
|  | HON Miguel Ferrera     | HON Miguel Ferrera     | 0                |  |  | VEN Luis Álvarez        | VEN Luis Álvarez        | 0                       |   |                     |                     |                     |           |  |  |       |       |       |
|  |                        |                        |                  |  |  | CAN Marc-André Bergeron | CAN Marc-André Bergeron | 2                       |   |                     |                     |                     |           |  |  |       |       |       |
|  |                        |                        |                  |  |  |                         |                         |                         |   |                     | MEX Carlos Sansores | MEX Carlos Sansores | 2         |  |  |       |       |       |
|  |                        |                        |                  |  |  |                         | USA Jonathan Healy      | USA Jonathan Healy      | 1 |                     |                     |                     |           |  |  |       |       |       |
|  |                        |                        |                  |  |  | USA Jonathan Healy      | USA Jonathan Healy      | 2                       |   |                     |                     |                     |           |  |  |       |       |       |
|  | USA Dallas Parker      | USA Dallas Parker      | 0                |  |  | COL Luis Soto           | COL Luis Soto           | 0                       |   |                     |                     |                     |           |  |  |       |       |       |
|  | COL Luis Soto          | COL Luis Soto          | 2                |  |  |                         |                         |                         |   | USA Jonathan Healy  | USA Jonathan Healy  | 2                   |           |  |  |       |       |       |
|  | ARG Agustín Alves      | ARG Agustín Alves      | 2                |  |  |                         | ARG Agustín Alves       | ARG Agustín Alves       | 0 |                     |                     |                     |           |  |  |       |       |       |
|  | BAR Chioke Holder      | BAR Chioke Holder      | 0                |  |  | ARG Agustín Alves       | ARG Agustín Alves       | 2                       |   |                     |                     |                     |           |  |  |       |       |       |
|  |                        |                        |                  |  |  | BRA Maicon de Andrade   | BRA Maicon de Andrade   | 1                       |   |                     |                     |                     |           |  |  |       |       |       |
|  |                        |                        |                  |  |  |                         |                         |                         |   |                     |                     |                     |           |  |  |       |       |       |

### Repescagem
|  | Disputa pelo bronze    |                        |   |
|  |                        |                        |   |
|  | ARG Agustín Alves      | ARG Agustín Alves      | 2 |
|  | ECU Julio César Arroyo | ECU Julio César Arroyo | 0 |

|  | Disputa pelo bronze     |                         |   |
|  |                         |                         |   |
|  | CAN Marc-André Bergeron | CAN Marc-André Bergeron | 2 |
|  | COL Luis Soto           | COL Luis Soto           | 1 |